# Gouvernement Fakhfakh
République tunisienne
Chahed Mechichi
Le gouvernement Fakhfakh est le gouvernement de la Tunisie du 27 février au 2 septembre 2020. Il succède à celui de Youssef Chahed.

## Formation
Après le rejet par l'Assemblée des représentants du peuple du gouvernement proposé par Habib Jemli, le président de la République Kaïs Saïed dispose dès lors de dix jours pour désigner un nouveau chef du gouvernement. Le 20 janvier 2020, il désigne Elyes Fakhfakh, membre d'Ettakatol, qui reçoit le soutien du bloc démocrate et de Tahya Tounes.
Son gouvernement est annoncé le 15 février. Malgré l'attribution de plusieurs ministères à des membres d'Ennahdha, le parti annonce son intention de ne pas voter la confiance au gouvernement, du fait de la non participation d'Au cœur de la Tunisie et de la Coalition de la dignité, et en demandant la formation d'un gouvernement d'union nationale qui regroupe tout le monde « à l'exception de ceux qui s'excluent eux-mêmes ». En parallèle, la commission mixte de l'assemblée adopte un projet de modification de la loi électorale imposant un seuil électoral de 5 % aux législatives. Ce projet contesté pour l'avantage qu'il fournit aux partis les plus importants leur permettrait de s'engager plus facilement vers des élections anticipées. Kaïs Saïed annonce deux jours plus tard qu'à défaut d'une approbation du gouvernement présenté, il procédera à la dissolution de l'assemblée le 15 mars. Le président exclut ainsi les autres voies préconisées par Ennahdha d'une démission de Fakhfakh ou encore du vote d'une motion de censure contre le gouvernement sortant de Youssef Chahed, estimant que cette dernière option est inconstitutionnelle puisque le gouvernement expédie les affaires courantes. Une version légèrement modifiée du gouvernement, sans la participation d'Au cœur de la Tunisie et de la Coalition de la dignité qui refusent d'y participer, est annoncée le 19 février ; Ennahdha, voyant la non volonté de ces derniers de ne pas participer au gouvernement, accepte de voter la confiance.
Le 27 février, l'Assemblée des représentants du peuple accorde la confiance au gouvernement. L'assermentation a lieu le même jour au palais présidentiel de Carthage.
| Groupe | Groupe                  | Pour | Contre | Abstention | Absents |
| ------ | ----------------------- | ---- | ------ | ---------- | ------- |
|        | Ennahdha                | 52   | 1      | 0          | 1       |
|        | Bloc démocrate          | 37   | 3      | 0          | 1       |
|        | Au cœur de la Tunisie   | 0    | 34     | 0          | 4       |
|        | Coalition de la dignité | 0    | 18     | 0          | 1       |
|        | Parti destourien libre  | 0    | 17     | 0          | 0       |
|        | La Réforme              | 15   | 0      | 1          | 0       |
|        | Tahya Tounes            | 13   | 0      | 0          | 1       |
|        | Al Moustakbal           | 8    | 0      | 0          | 0       |
|        | Autres                  | 4    | 4      | 0          | 2       |
| Total  | Total                   | 129  | 77     | 1          | 10      |

## Composition initiale

### Chef du gouvernement
| Image | Fonction             |  | Nom            | Parti     |
| ----- | -------------------- |  | -------------- | --------- |
|       | Chef du gouvernement |  | Elyes Fakhfakh | Ettakatol |

### Ministres d'État
| Image | Fonction |  | Nom            | Parti             |
| ----- | --- |  | -------------- | ----------------- |
|       | Ministre d'État, ministre auprès du chef du gouvernement chargé de la Fonction publique, de la Gouvernance et de la Lutte contre la corruption |  | Mohamed Abbou  | Courant démocrate |
|       | Ministre d'État, ministre du Transport et de la Logistique                                                                                     |  | Anouar Maârouf | Ennahdha          |

### Ministres
| Image | Fonction                                                                                       |  | Nom                     | Parti               |
| ----- | ---------------------------------------------------------------------------------------------- |  | ----------------------- | ------------------- |
|       | Ministre de l'Intérieur                                                                        |  | Hichem Mechichi         | Indépendant         |
|       | Ministre de la Défense nationale                                                               |  | Imed Hazgui             | Indépendant         |
|       | Ministre de la Justice                                                                         |  | Thouraya Jeribi Khémiri | Indépendante        |
|       | Ministre des Affaires étrangères                                                               |  | Noureddine Erray        | Indépendant         |
|       | Ministre des Finances                                                                          |  | Nizar Yaïche            | Indépendant         |
|       | Ministre des Affaires religieuses                                                              |  | Ahmed Adhoum            | Indépendant         |
|       | Ministre des Affaires sociales                                                                 |  | Habib Kchaou            | Indépendant         |
|       | Ministre des Affaires culturelles                                                              |  | Chiraz Latiri           | Indépendante        |
|       | Ministre de la Femme, de la Famille, de l'Enfance et des Seniors, porte-parole du gouvernement |  | Asma Shiri              | Indépendante        |
|       | Ministre de l'Industrie                                                                        |  | Salah Ben Youssef       | Indépendant         |
|       | Ministre de l'Énergie, des Mines et de la Transition énergétique                               |  | Mongi Marzouk           | Indépendant         |
|       | Ministre de l'Agriculture, de la Pêche et des Ressources hydrauliques                          |  | Oussama Kheriji         | Indépendant         |
|       | Ministre des Technologies de la communication et de la Transformation digitale                 |  | Mohamed Fadhel Kraiem   | Indépendant         |
|       | Ministre de l'Enseignement supérieur et de la Recherche scientifique                           |  | Slim Choura             | Ennahdha            |
|       | Ministre de la Santé                                                                           |  | Abdellatif Mekki        | Ennahdha            |
|       | Ministre des Affaires locales                                                                  |  | Lotfi Zitoun            | Ennahdha            |
|       | Ministre de la Jeunesse et des Sports                                                          |  | Ahmed Gaâloul           | Ennahdha            |
|       | Ministre de l'Équipement, de l'Habitat et de l'Aménagement du territoire                       |  | Moncef Sliti            | Ennahdha            |
|       | Ministre des Domaines de l'État et des Affaires foncières                                      |  | Ghazi Chaouachi         | Courant démocrate   |
|       | Ministre de l'Éducation                                                                        |  | Mohamed Hamdi           | Courant démocrate   |
|       | Ministre de la Formation professionnelle et de l'Emploi                                        |  | Fethi Belhaj            | Mouvement du peuple |
|       | Ministre du Commerce                                                                           |  | Mohamed Msilini         | Mouvement du peuple |
|       | Ministre du Développement, de l'Investissement et de la Coopération internationale             |  | Selim Azzabi            | Tahya Tounes        |
|       | Ministre de l'Environnement                                                                    |  | Chokri Belhassen        | Tahya Tounes        |
|       | Ministre du Tourisme et de l'Artisanat                                                         |  | Mohamed Ali Toumi       | Al Badil Ettounsi   |

### Ministres auprès d'un ministre
| Image | Fonction | Ministre de rattachement |  | Nom             | Parti        |
| ----- | --- | ------------------------ |  | --------------- | ------------ |
|       | Ministre chargé de la Relation avec le Parlement                                                                   | Chef du gouvernement     |  | Ali Hafsi Jeddi | Nidaa Tounes |
|       | Ministre chargée des Grands projets nationaux                                                                      | Chef du gouvernement     |  | Lobna Jribi     | Indépendante |
|       | Ministre chargé des Droits de l'homme et de la Relation avec des instances constitutionnelles et la société civile | Chef du gouvernement     |  | Ayachi Hammami  | Indépendant  |

### Secrétaires d'État
| Image | Fonction                                              | Ministre de rattachement                                              |  | Nom            | Parti        |
| ----- | ----------------------------------------------------- | --------------------------------------------------------------------- |  | -------------- | ------------ |
|       | Secrétaire d'État                                     | Ministre des Affaires étrangères                                      |  | Selma Ennaifer | Indépendante |
|       | Secrétaire d'État chargée des Ressources hydrauliques | Ministre de l'Agriculture, de la Pêche et des Ressources hydrauliques |  | Akissa Bahri   | Indépendante |

## Démission

### Contexte
Elyes Fakhfakh démissionne le 15 juillet 2020 à la demande du président de la République (ce qui permet à ce dernier de choisir son successeur), après le dépôt d'une motion de censure par 105 députés, membres notamment d'Ennahdha — qui lui a retiré sa confiance la veille — et d'Au cœur de la Tunisie. Lors des jours précédents, Fakhfakh avait tenté de remplacer les ministres membres d'Ennahdha, alors que le chef du gouvernement était sous le coup d'accusations de conflits d'intérêts. Par ailleurs, alors que la Constitution permet au chef du gouvernement de remanier son gouvernement, le règlement intérieur de l'Assemblée des représentants du peuple exige un vote de confiance pour les nouveaux membres du gouvernement. Pour remplacer Fakhfakh, en l'absence de Cour constitutionnelle, alors que la Constitution est floue, il y a désaccord pour savoir si le prochain chef du gouvernement doit être désigné par le parti majoritaire ou par le président de la République. La présidence annonce cependant que le président de la République nommera un nouveau chef du gouvernement dans les dix jours. Le soir même, Fakhfakh limoge les ministres membres d'Ennahdha et confie leurs portefeuilles à des intérimaires.
Le 24 juillet, le ministre des Affaires étrangères Noureddine Erray est démis de ses fonctions par le chef du gouvernement après consultation du président de la République. Il est remplacé par intérim par Selma Ennaifer.
Le 25 juillet, Saïed charge Hichem Mechichi de former un gouvernement,. Le 2 septembre 2020, l'Assemblée des représentants du peuple accorde sa confiance au gouvernement. La prestation de serment a lieu dans la foulée.

### Composition finale

#### Chef du gouvernement
| Image | Fonction             |  | Nom            | Parti     |
| ----- | -------------------- |  | -------------- | --------- |
|       | Chef du gouvernement |  | Elyes Fakhfakh | Ettakatol |

#### Ministre d'État
| Image | Fonction |  | Nom           | Parti             |
| ----- | --- |  | ------------- | ----------------- |
|       | Ministre d'État, ministre auprès du chef du gouvernement chargé de la Fonction publique, de la Gouvernance et de la Lutte contre la corruption |  | Mohamed Abbou | Courant démocrate |

#### Ministres
| Image | Fonction |  | Nom                     | Parti               |
| ----- | --- |  | ----------------------- | ------------------- |
|       | Ministre de l'Intérieur |  | Hichem Mechichi         | Indépendant         |
|       | Ministre de la Défense nationale |  | Imed Hazgui             | Indépendant         |
|       | Ministre de la Justice |  | Thouraya Jeribi Khémiri | Indépendante        |
|       | Ministre des Finances |  | Nizar Yaïche            | Indépendant         |
|       | Ministre des Affaires religieuses |  | Ahmed Adhoum            | Indépendant         |
|       | Ministre des Affaires sociales, Ministre de la Santé (intérim)                                                                                  |  | Habib Kchaou            | Indépendant         |
|       | Ministre des Affaires culturelles |  | Chiraz Latiri           | Indépendante        |
|       | Ministre de la Femme, de la Famille, de l'Enfance et des Seniors, porte-parole du gouvernement, Ministre de la Jeunesse et des Sports (intérim) |  | Asma Shiri              | Indépendante        |
|       | Ministre de l'Industrie |  | Salah Ben Youssef       | Indépendant         |
|       | Ministre de l'Énergie, des Mines et de la Transition énergétique                                                                                |  | Mongi Marzouk           | Indépendant         |
|       | Ministre de l'Agriculture, de la Pêche et des Ressources hydrauliques                                                                           |  | Oussama Kheriji         | Indépendant         |
|       | Ministre des Technologies de la communication et de la Transformation digitale, Ministre du Transport et de la Logistique (intérim)             |  | Mohamed Fadhel Kraiem   | Indépendant         |
|       | Ministre des Domaines de l'État et des Affaires foncières, Ministre de l'Équipement, de l'Habitat et de l'Aménagement du territoire (intérim)   |  | Ghazi Chaouachi         | Courant démocrate   |
|       | Ministre de l'Éducation |  | Mohamed Hamdi           | Courant démocrate   |
|       | Ministre de la Formation professionnelle et de l'Emploi                                                                                         |  | Fethi Belhaj            | Mouvement du peuple |
|       | Ministre du Commerce |  | Mohamed Msilini         | Mouvement du peuple |
|       | Ministre du Développement, de l'Investissement et de la Coopération internationale                                                              |  | Selim Azzabi            | Tahya Tounes        |
|       | Ministre de l'Environnement, Ministre des Affaires locales (intérim)                                                                            |  | Chokri Belhassen        | Tahya Tounes        |
|       | Ministre du Tourisme et de l'Artisanat |  | Mohamed Ali Toumi       | Al Badil Ettounsi   |

#### Ministres auprès d'un ministre
| Image | Fonction | Ministre de rattachement |  | Nom             | Parti                         |
| ----- | --- | ------------------------ |  | --------------- | ----------------------------- |
|       | Ministre chargé de la Relation avec le Parlement                                                                              | Chef du gouvernement     |  | Ali Hafsi Jeddi | Nidaa Tounes puis indépendant |
|       | Ministre chargée des Grands projets nationaux, Ministre de l'Enseignement supérieur et de la Recherche scientifique (intérim) | Chef du gouvernement     |  | Lobna Jribi     | Indépendante                  |
|       | Ministre chargé des Droits de l'homme et de la Relation avec les instances constitutionnelles et la société civile            | Chef du gouvernement     |  | Ayachi Hammami  | Indépendant                   |

#### Secrétaires d'État
| Image | Fonction                                                     | Ministre de rattachement                                              |  | Nom            | Parti        |
| ----- | ------------------------------------------------------------ | --------------------------------------------------------------------- |  | -------------- | ------------ |
|       | Secrétaire d'État Ministre des Affaires étrangères (intérim) | Ministre des Affaires étrangères                                      |  | Selma Ennaifer | Indépendante |
|       | Secrétaire d'État chargée des Ressources hydrauliques        | Ministre de l'Agriculture, de la Pêche et des Ressources hydrauliques |  | Akissa Bahri   | Indépendante |

## Féminisation du gouvernement
Le gouvernement compte six femmes sur 32 membres : Thouraya Jeribi Khémiri, première femme à occuper la fonction de ministre de la Justice, Chiraz Latiri, ministre des Affaires culturelles, Asma Shiri, ministre de la Femme, de l'Enfance et des Seniors et porte-parole du gouvernement, Lobna Jribi, ministre auprès du chef du gouvernement chargée des Grands projets nationaux, Selma Ennaifer, secrétaire d'État auprès du ministre des Affaires étrangères chargé des Affaires étrangères, et Akissa Bahri, secrétaire d'État auprès du ministre de l'Agriculture chargé des Ressources hydrauliques.